# Саарбрюкен (футбольний клуб)
«Саарбрю́кен» (нім. «1. FC Saarbrücken») — німецький футбольний клуб з Саарбрюкена. Заснований 19 квітня 1903 року.

## Досягнення
- Віце-чемпіон Німеччини (2): 1943, 1952

## Відомі гравці
- Едмунд Конен
- Ерік Віналда
- Анатолій Мущинка